# فهرست استخوان‌های بدن انسان
اسکلت انسان در یک بزرگ‌سال از حدود ۲۰۶ تا ۲۱۳ استخوان تشکیل شده‌است. بر خلاف بزرگسالان، اسکلت کودکان، در ابتدا از ۳۰۰ استخوان تشکیل شده‌است. این تعداد با رشد کودک و ادغام برخی استخوان‌ها، به ۸۰ استخوان در اسکلت محوری و ۱۲۶ استخوان در اسکلت ضمیمه‌ای کاهش می‌یابد.

## معرفی
با رشد انسان و افزایش سن، برخی از استخوان‌ها طی ادغام استخوانی، به یکدیگر می‌پیوندند. این فرایند معمولاً تا دهه سوم زندگی ادامه دارد؛ بنابراین، ممکن است تعداد استخوان‌های یک فرد در طول زندگی و در سنین مختلف متفاوت باشد. علاوه بر این، استخوان‌های جمجمه و صورت علی‌رغم این‌که به‌طور طبیعی به یکدیگر جوش خورده‌اند، به‌عنوان استخوان‌های جداگانه محسوب می‌شوند.

## استخوان‌ها
اسکلت محوری، شامل ستون مهره‌ها، قفسه سینه و سر، شامل ۸۰ استخوان است.
اسکلت ضمیمه‌ای نیز شامل بازوها و پاها، از جمله کمربند شانه‌ای و لگن، شامل ۱۲۶ استخوان است که مجموع تعداد استخوان‌ها را به ۲۰۶ استخوان می‌رساند.

### ستون مهره‌ها

یک بزرگ‌سال دارای ۲۶ استخوان در ستون مهره‌ها یا ستون فقرات است، در حالی‌که یک کودک ممکن است تا ۳۴ استخوان در ستون فقرات خود داشته باشد.
- مهره‌های گردنی (۷ استخوان)
- مهره‌های سینه‌ای (۱۲ استخوان)
- مهره‌های کمری (۵ استخوان)
- استخوان خاجی (۵ استخوان در بدو تولد که پس از بلوغ، به مرور در یک استخوان ادغام می‌شوند)
- دنبالچه (مجموعه ای از ۴ استخوان در هنگام تولد که بعضی یا همگی آن‌ها با هم جوش می‌خورند. در این رابطه، اختلاف نظر بین محققان وجود دارد)

### قفسهٔ سینه

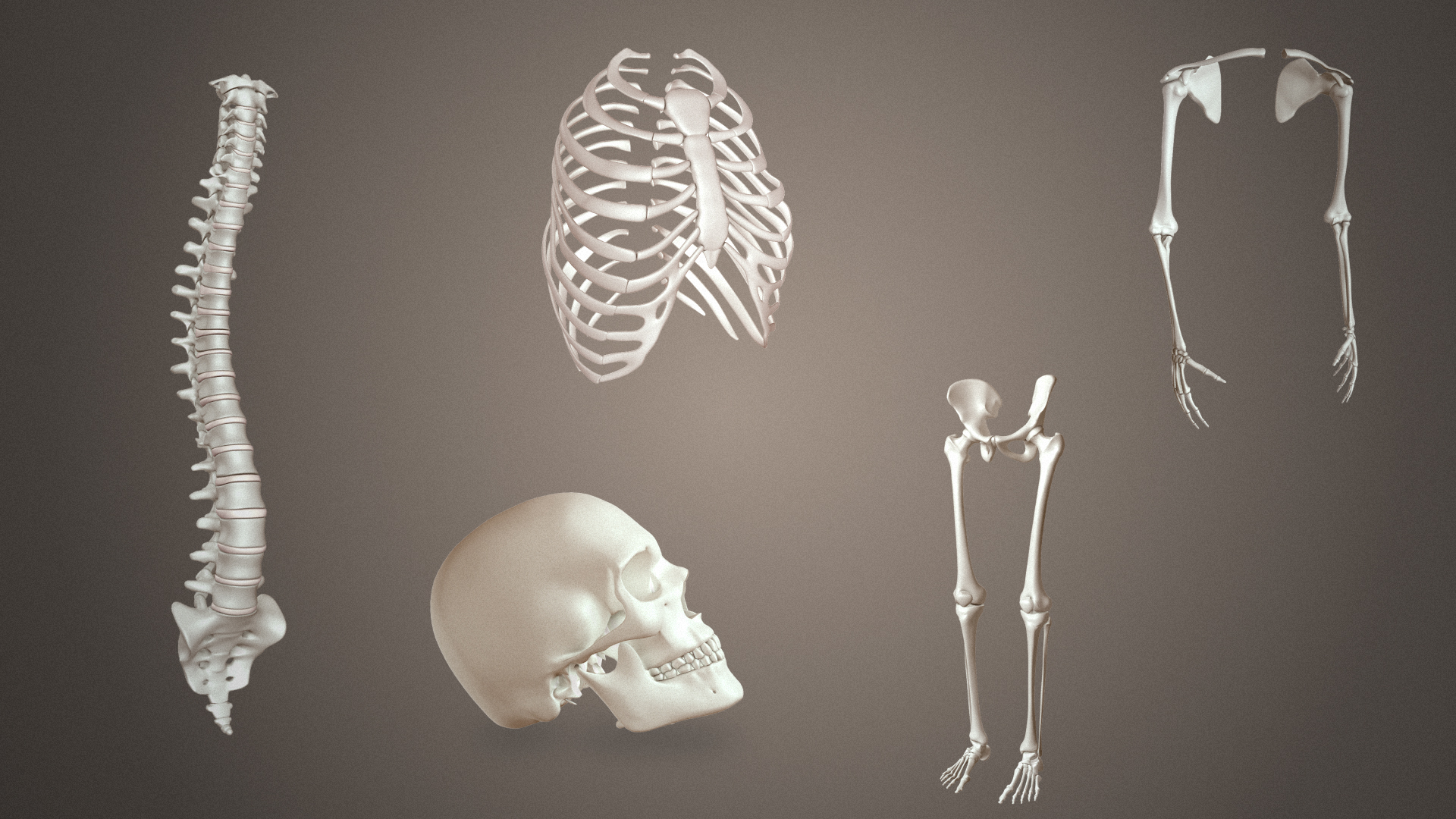
استخوان‌های مختلف سیستم اسکلتی انسان.

در قفسه سینه معمولاً ۲۵ استخوان وجود دارد اما گاهی اوقات از جمله در صورت ایجاد دنده‌های گردنی ممکن است این تعداد بیشتر باشد.
- جناغ
- دنده (۲۴ استخوان یا ۱۲ جفت استخوان)
  - دنده‌های گردنی دنده‌های اضافی هستند که در مواردی نادر، ایجاد می‌شوند.[۱]

### جمجمه
جمجمه ۲۲ استخوان دارد که با احتساب استخوان‌های گوش میانی و استخوان هیوئيد سر انسان مجموعاً شامل ۲۹ استخوان است.
- استخوان‌های جمجمه (۸ استخوان)
  - استخوان پس‌سری(۱ استخوان)
  - استخوان‌های آهیانه (۲ استخوان)
  - استخوان پیشانی(۱ استخوان)
  - استخوان‌های گیجگاهی (۲ استخوان)
  - استخوان پروانه‌ای (گاهی اوقات جزو استخوان‌های صورت طبقه‌بندی می‌شود)
  - استخوان پرویزنی (گاهی اوقات جزو استخوان‌های صورت طبقه‌بندی می‌شود)
- استخوان‌های صورت (۱۴ استخوان)
  - استخوان بینی (۲ استخوان)
  - فک بالا (۲ استخوان)
  - استخوان اشکی (۲ استخوان)
  - استخوان گونه (۲ استخوان)
  - استخوان کامی (۲ استخوان)
  - استخوان شاخک تحتانی بینی (۲ استخوان)
  - استخوان خیش (۱ استخوان)
  - فک پایین (۱ استخوان)
- استخوان‌های گوش میانی (در کل ۶ استخوان، در هر طرف ۳ استخوان)
  - استخوان چکشی (۲ استخوان)
  - استخوان سندانی (۲ استخوان)
  - استخوان رکابی (۲ استخوان)[۱]
- استخوان هیویید (لامی)

### بازو
در مجموع ۶۴ استخوان در بازوها وجود دارد.
- استخوان‌های بازوی فوقانی (در مجموع ۶ استخوان؛ در هر طرف ۳ استخوان)
  - استخوان بازو (۲ استخوان)
  - کمربند شانه‌ای (شانه)
    - کتف (۲ استخوان)
    - ترقوه (۲ استخوان)
- استخوان‌های بازوی تحتانی (در کل ۴ استخوان، ۲ استخوان در هر طرف)
  - زند زیرین (۲ استخوان)
  - زند زبرین (۲ استخوان)
- دست (در کل ۵۴ استخوان؛ در هر دست ۲۷ استخوان)
  - استخوان‌های مچ دست
    - استخوان ناوی (۲ استخوان)
    - استخوان هلالی (۲ استخوان)
    - استخوان هرمی (۲ استخوان)
    - استخوان نخودی (۲ استخوان)
    - استخوان چهارپهلو (۲ استخوان)
    - استخوان نیمه‌چهارپهلو (۲ استخوان)
    - استخوان کله‌ای (۲ استخوان)
    - استخوان چنگکی (۲ استخوان)

  - استخوان‌های کف‌دستی (در مجموع ۱۰ استخوان؛ در هر طرف ۵ استخوان)
  - استخوان‌های بند انگشت
    - بندهای سرانگشتی (در مجموع ۱۰ استخوان؛ از هر طرف ۵ استخوان)
    - بندهای میان‌انگشتی (در کل ۸ استخوان؛ از هر طرف ۴ استخوان)
    - بندهای ته‌انگشتی (در مجموع ۱۰ استخوان؛ در هر طرف ۵ استخوان)[۱]

### لگن (کمربند لگن)
استخوان لگن از سه ناحیه تشکیل شده‌است که با هم ادغام شده و ۲ استخوان کوکسال حاصل شده‌است که عبارت‌اند از: استخوان تهیگاهی، استخوان نشیمنگاهی و استخوان شرمگاهی
- استخوان خاجی و دنبالچه به دو استخوان ران متصل شده و لگن را تشکیل می‌دهند.[۱]

### پاها
در مجموع ۶۰ استخوان در پاها وجود دارد.
- استخوان ران (۲ استخوان)
- کشکک یا زانو (۲ استخوان)
- درشت‌نی (۲ استخوان)
- نازک‌نی (۲ استخوان)
- پیش‌پا (در کل ۵۲ استخوان، ۲۶ استخوان در هر پا)
  - استخوان‌های مچ پا
    - استخوان پاشنه (۲ استخوان)
    - قاپ (۲ استخوان)
    - استخوان ناوسان (۲ استخوان)
    - استخوان‌های میخی (۲ استخوان)
    - استخوان میخی شکل واسط (۲ استخوان)
    - استخوان میخی شکل جانبی (۲ استخوان)
    - استخوان تاسی (۲ استخوان)

  - استخوان‌های متاتارسال (۱۰ استخوان)
  - استخوان بند انگشت پا
    - فالانژهای پروگزیمال (۱۰ استخوان)
    - فالانژهای میانی (۸ استخوان)
    - فالانژهای دیستال (۱۰ استخوان)[۱]